# Йозеф Гюгі
Йозеф «Зепп» Гюгі (нім. Josef "Seppe" Hügi, 23 червня 1930, Рієн — 16 квітня 1995, Базель) — швейцарський футболіст, що грав на позиції нападника, зокрема, за клуб «Базель», а також національну збірну Швейцарії.
Дворазовий чемпіон Швейцарії.

## Клубна кар'єра
У футболі дебютував 1948 року виступами за команду «Базель», в якій провів чотирнадцять сезонів, взявши участь у 320 матчах чемпіонату. Більшість часу, проведеного у складі «Базеля», був основним гравцем атакувальної ланки команди. У складі «Базеля» був одним з головних бомбардирів команди, маючи середню результативність на рівні 0,76 голу за гру першості.
Згодом з 1962 по 1964 рік грав у складі команд «Цюрих» та «Поррантрюї». 1963 року виборов титул чемпіона Швейцарії у складі «Цюриха».
Завершив професійну ігрову кар'єру у клубі «Лауфен», за команду якого виступав протягом 1964—1965 років.

## Виступи за збірну
1951 року дебютував в офіційних матчах у складі національної збірної Швейцарії. Протягом кар'єри у національній команді провів у її формі 34 матчі, забивши 23 голи.
У складі збірної був учасником чемпіонату світу 1954 року у Швейцарії, де зіграв з Італією (2-1) і (4-1) та в чвертьфіналі з Австрією (5-7). У першій грі забив один гол, у другій — два, а в третій зробив хет-трик.
Помер 16 квітня 1995 року на 65-му році життя у місті Базель.

## Титули і досягнення

### Командні
- Чемпіон Швейцарії (2):

«Базель»: 1952–1953
«Цюрих»: 1962–1963

### Особисті
Найкращий бомбардир чемпіонату Швейцарії (3): 1952 (24), 1953 (32), 1954 (29)
Рекордсмен збірної Швейцарії за кількістю голів на чемпіонатах світу: 6 голів: Найкращий бомбардир в історії «Базеля»: 282 голи: Найкращий бомбардир «Базеля» в чемпіонаті: 245 голів: Найкращий бомбардир «Базеля» в Кубку Швейцарії: 33 голи